# Trường Thịnh
Trường Thịnh là một xã thuộc huyện Ứng Hòa, thành phố Hà Nội, Việt Nam.
Xã Trường Thịnh có diện tích 5,82 km², dân số năm 1999 là 6085 người, mật độ dân số đạt 1046 người/km².
Xã Trường Thịnh có 6 thôn (làng) gồm: Thôn Họa Đống (làng Lau), Thôn Đống Vũ (làng nghề mây tre đan)(làng Lò), Thôn Thanh Sam (làng Ngẩy), Thôn Trung Thịnh, Thôn Yên Trường (Yên Tràng) và Thôn Hoa Đường.

## Lịch sử phát triển
Xã Trường Thịnh có lịch sử phát triển từ rất sớm trong dòng lịch sử Việt Nam. Khi những bãi lầy ven biển nhường chỗ cho dải ĐB Bắc Bộ, xã Trường Thịnh đã xuất hiện dân cư. Dựa theo Thần phả làng Lau thì khi Sơn Tinh đi đánh Thục Phán An Dương Vương, có hạ trại ở làng Lau và làng Lò. Cái tên "Kẻ Lau" và "Kẻ Lò" đã chứng tỏ dân cư ở đây từ rất sớm. Sau đó, đến thời Hai Bà Trưng, 2 tướng Chiêu Trung và Đỗ Lỵ hạ trại ở Trường Trại (Trung Thịnh, Yên Trường ngày nay). Riêng làng Yên Trường gọi là Trại Bạc. Cuối thời Lý, anh em tướng Trần Quảng Uy, Trần Liễu Nương (tiền kiếp của thánh mẫu Liễu Hạnh) được phong ấp thang mộc ở vùng toàn cỏ sam, sau thành làng Hoa Sam (Thanh Sam hiện nay). Như vậy, đến thế kỉ XIII, hầu hết các làng của xã Trường Thịnh đã xuất hiện và đến thời Nguyễn, đều thuộc tổng Bạch Sam, huyện Sơn Lãng, phủ Ứng Hòa, tỉnh Hà Nội. Sau cách mạng tháng Tám, 5 thôn kể trên cùng Hoa Đường và 3 thôn của xã Hoa Sơn tạo thành xã Hoa Sơn. Đến năm 1956, Thôn Họa Đống (làng Lau), Thôn Đống Vũ (làng Lò), Thôn Thanh Sam (làng Ngẩy), Thôn Trung Thịnh, Thôn Yên Trường (Yên Tràng) và Thôn Hoa Đường được tách làm xã Hoa Lư rồi đổi tên thành xã Trường Thịnh cho đến nay.

## Hệ thống thần thánh trong tín ngưỡng tâm linh địa phương[3]
| Thôn                     | Vị thần                                         | Ghi chú                                                       |
| ------------------------ | ----------------------------------------------- | ------------------------------------------------------------- |
| Yên Trường & Trung Thịnh | Chiêu Trung, Đỗ Lỵ                              | Tướng của Hai Bà Trưng, Thành hoàng 2 làng                    |
| Đống Vũ                  | Mẫu Trầu                                        | Tên thật là Lê Thị Bạch Ngọc, con gái vua Lê Đại Hành         |
| Đống Vũ & Họa Đống       | Tản Viên Sơn Thánh, Cao Sơn Hùng Tuấn đại vương | Thành hoàng 2 làng                                            |
| Thanh Sam                | Trần Quảng Uy                                   | Thành hoàng làng                                              |
| Thanh Sam                | Trần Liễu Nương                                 | Em gái tướng Trần Quảng Uy, tiền kiếp của thánh mẫu Liễu Hạnh |